# Hogyan működik?
A Hogyan működik? (eredeti cím: The Way Things Work) angol–francia–német televíziós rajzfilmsorozat, amelyet Diego Zamora rendezett. A forgatókönyvet Simon Jowett és Alastair Swinnerton írta, a producere Emmanuel Franck volt. Magyarországon a TV2 a Minimax és a Super TV2 adta.

## Ismertető
A történetből a Mamut-sziget lakóiról szól. A sziget nevéből kiderül, hogy az embereken kívül, mamutok is élnek ezen a szigetet. Az emberek és a mamutok kölcsönösen segítenek egymáson azért, hogy megküzdjenek a mindennapos nehézségekkel, az életben. A kókusz-szüret szezonja alatt gondolják ki, hogyan lehet összeszedni az összes érett kókuszdiót, a magas fákról. A történetből az is kiderül, hogyan készül el az jól működő kókuszdió-összeszedő-szerkezet és milyen elv alapján működik. Valamint az is kiderül, hogyan lehet az óriási méretű mamutokat megmérni. A mamutok mosdatása, különösen a hátuk megmosása szintén nagy kihívást eredményez, de a szigeten lakók erre is keresnek megoldást. Ahogy a csodálatos felfedezéseket csinálják aközben, gyakran egészen véletlenül megismerhető a találmányaiknak mai alkalmazása is. Végül az is kiderül, hogy működnek a mindennapos tárgyak, például a repülőgép vagy cipzár, vagy akár gumilencse. A furmányos szerkezeteken kívül olyan csodálatos dolgok is láthatóak, mint a repülő mamut.

## Szereplők
- A feltaláló (The Inventor) – Egy középkorú ember, aki ideiglenesen a Mamut-szigeten tartózkodik a nyári szünidejében. A sorozaton keresztül nem hangzott el a neve sohasem, miközben a történetben végig fontos szerepet játszott. A gépek szerkezetéért felel a Mamut-szigeten és megmutatja a szigetlakóinak, hogy hogyan tudják könnyebbé tenni az életeiket. A feltalálót nem igazán kedvelték a sziget állampolgárai amiatt, hogy gyakran bajba is keveredtek miatta.
- Olive – Frank lánya, Troy unokatestvére és a feltaláló legjobb barátja, aki már 14 évesen korától nagyon kíváncsiskodó valamint értelmes és nyitott gondolkodású.
- Troy – Olive  unokatestvére, Brenda fia, aki eléggé büszkélkedő.
- Frank – Pilbeam testvére és Olive apja, aki átveszi az irányítást afölött, hogy megépüljenek a szerkezetek valamint kedves, figyelmes és egyetért bármivel, amit a feltaláló javasol.
- Pilbeam – Troy apja, Brenda férje, aki gyakran bizonytalan abban, hogy amit Frank javasol, működik e vagy nem.
- Brenda – Troy anyja és Pilbeamnek felesége, akivel meglehetősen parancsolgató és túl szigorúan ellenkeznek vele a feltaláló ötleteire, miközben nagyon azt gondolja, hogy nincsen semmi baj sem a feltaláló ötleteivel.

## Magyar hangok
- Harsányi Gábor – A feltaláló (The Inventor)
- Mics Ildikó – Olive
- Halász Aranka – Brenda
- Besenczi Árpád – Pilbeam
- Bardóczy Attila – Frank
- Faragó András – Troy

## Epizódok
1. Gördülő kövek (Rolling Stones)
2. Egyszer fent, egyszer lent (A See Saw World)
3. Mamut fürdetés (Take a Mammoth to Water)
4. Vidám vásár (Fun At The Fair)
5. Lovagregény (A Knight's Tale)
6. Csigák (Pulleys)
7. Vízi élet (Life On The Water)
8. A sár fogságában (Stuck In The Mud)
9. Gőz a köbön (A Head Full of Steam)
10. Süllyedő érzés (That Sinking Feeling)
11. Motorhiba (Engine Trouble)
12. Mamutvízpumpa (On Squeezing Mammoths)
13. Egy mamut szárnyaiért (Oh, For the Wings Of a Mammoth)
14. Valahol a mamuton túl (Somewhere Over the Mammoth)
15. A túloldal (The Far Side)
16. Fűtés (Heating)
17. A mamut hangja (The Sound of a Mammoth)
18. Képek (Images)
19. Hűtés (Cooling)
20. Forró kerekek (Hot Wheels)
21. Kókuszszüret (Coconut Crumble)
22. Mindent a hídért (Take It To The Bridge)
23. Az elveszett gyűrű (She Wears My Ring)
24. Megrázó eset (Shocking)
25. Érzékelő és jelzőkészülékek (Sensors and Sensorbility)
26. Távközlés (Telecommunications)